# 정부울산지방합동청사
정부울산지방합동청사는 울산광역시 남구 야음동에위치할 예정인 정부합동청사이다.